# Oorlogsmonument Doezum
Het oorlogsmonument in de Nederlandse plaats Doezum is een monument ter nagedachtenis aan slachtoffers van de Tweede Wereldoorlog.

## Beschrijving
Al in 1945 werd het initiatief genomen om een oorlogsmonument in de gemeente Grootegast op te richten. Beeldhouwer Rinus Meijer maakte een naturstenen, liggende leeuw. Het beeld is geplaatst op een gemetseld voetstuk. In de sokkel is in reliëf het wapen van Grootegast aangebracht, waarboven een steen is geplaatst met het opschrift: 

IN MEMORIAM 1940 1945

Het monument staat op het plein tegenover de dorpskerk en werd in 1954 onthuld.